# Пепелиште (Північна Македонія)
Пепели́ште (мак. Пепелиште) — село у Північній Македонії, у складі общини Неготино Вардарського регіону.
Населення — 1070 осіб (перепис 2002) в 330 господарстві.

## Галерея

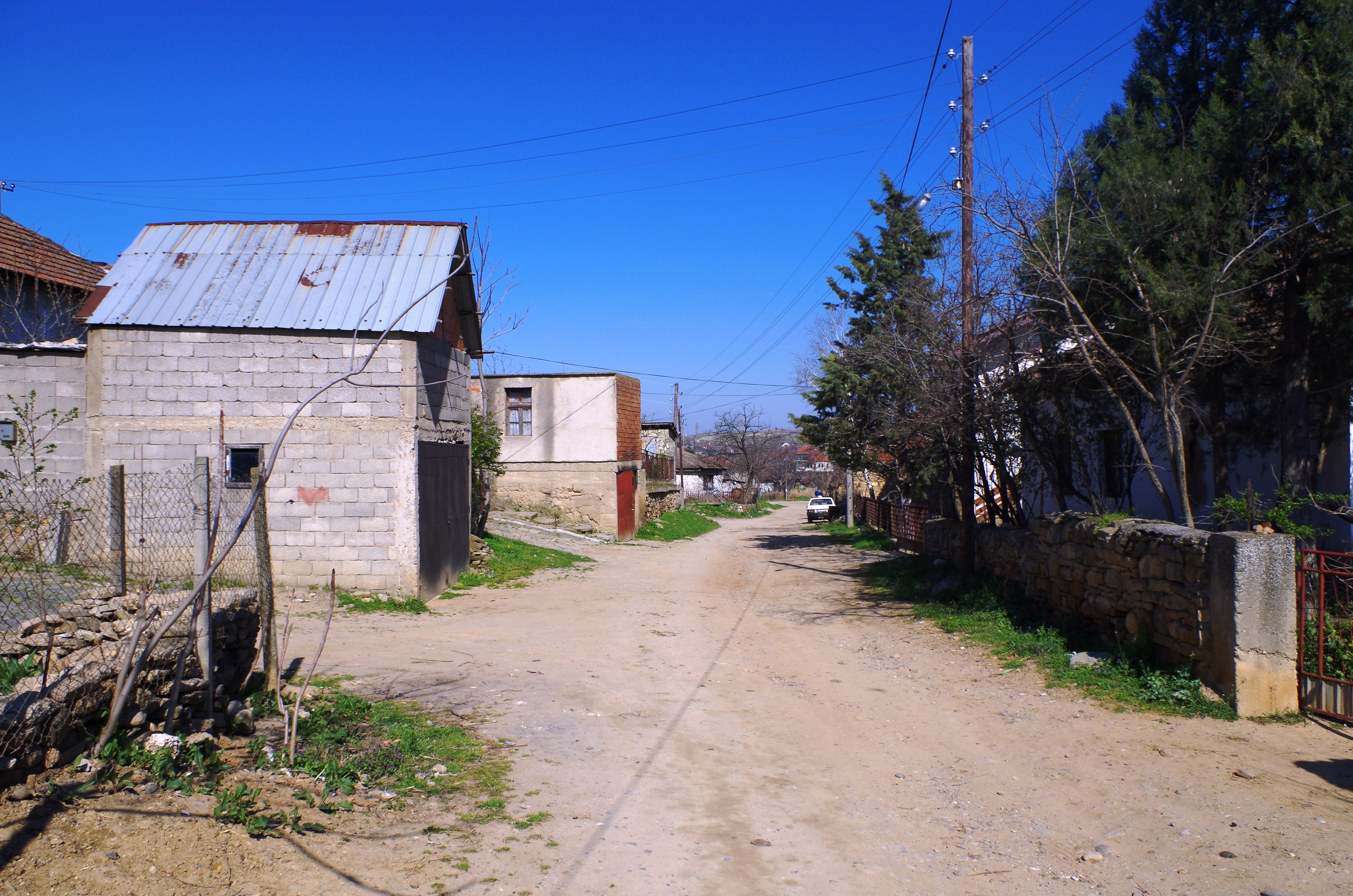
Вулиця в селі
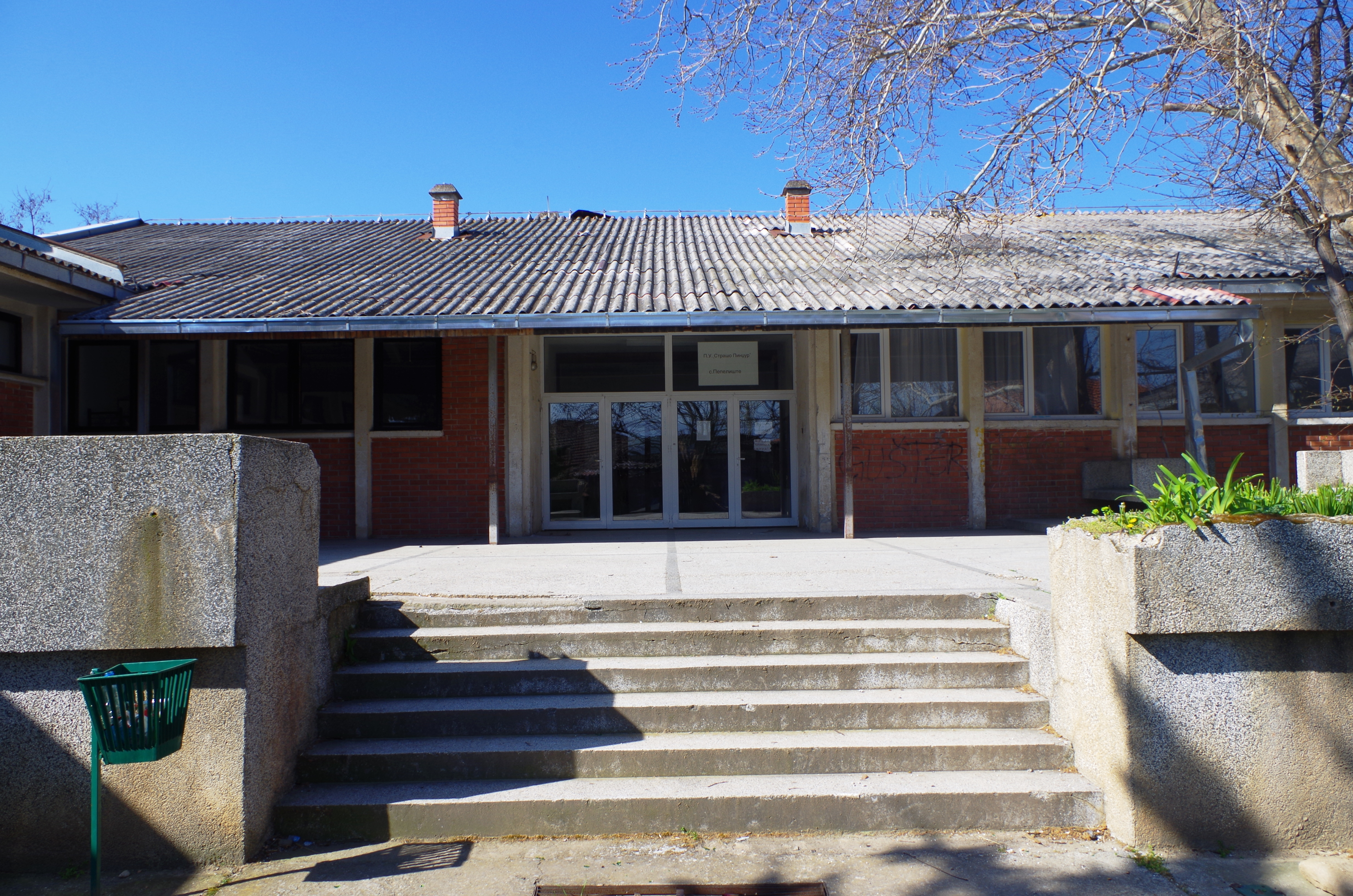
Школа
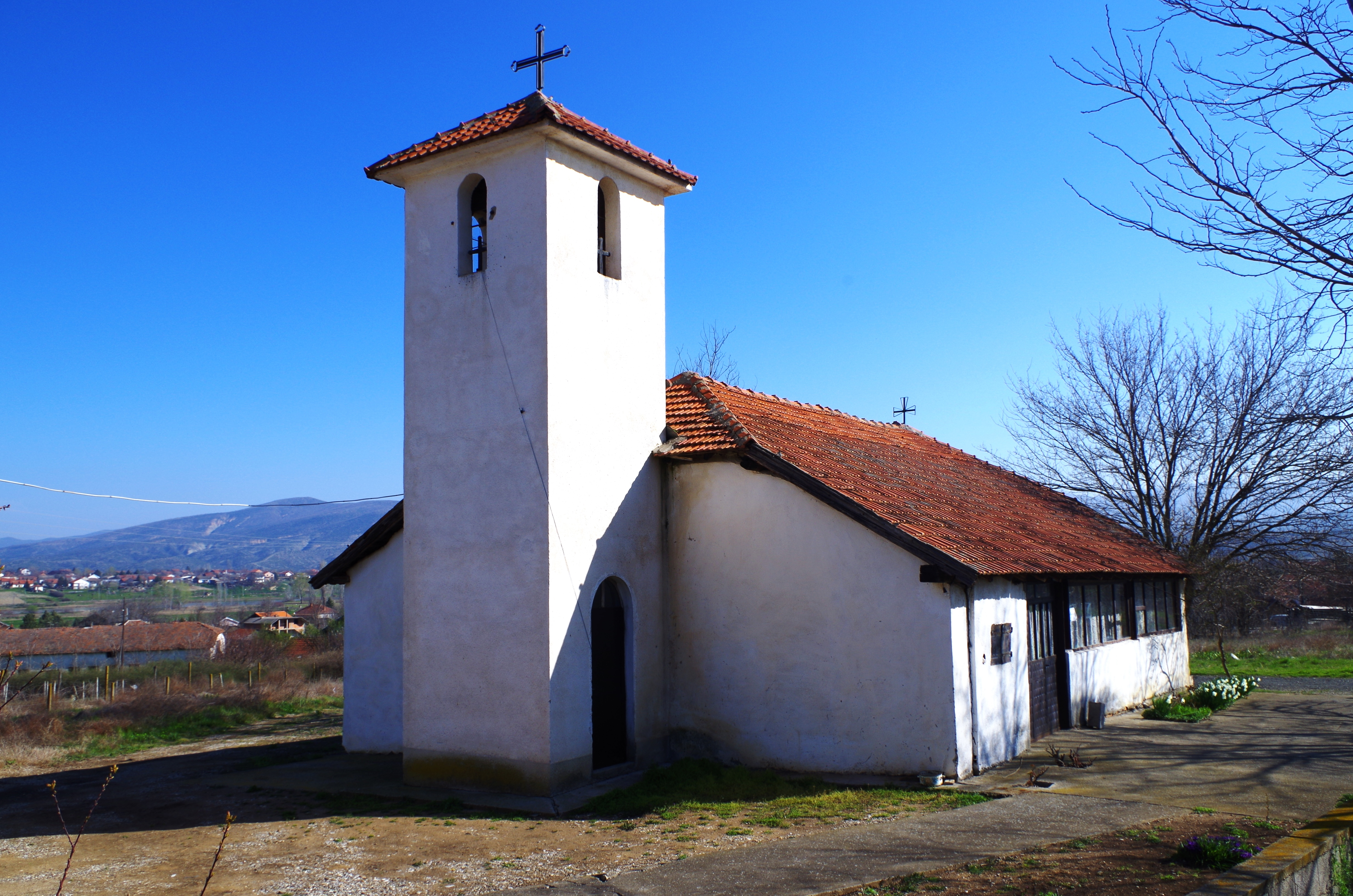
Церква святого Іллі